# Aeonium smithii
Aeonium smithii ist eine Pflanzenart aus der Gattung Aeonium in der Familie der Dickblattgewächse (Crassulaceae).

## Beschreibung

### Vegetative Merkmale
Aeonium smithii wächst als mehrjähriger, dicht verzweigter Kleinstrauch und erreicht Wuchshöhen von bis zu 60 Zentimeter. Die glatten, dicht behaarten Triebe sind nicht netzartig gemustert und weisen einen Durchmesser von 7 bis 30 Millimeter auf. Ihre ziemlich flachen Rosetten erreichen einen Durchmesser von 6 bis 15 Zentimeter. Die verkehrt schaufelförmigen, schwach flaumhaarigen Laubblätter sind 3 bis 7 Zentimeter lang, 1,3 bis 3 Zentimeter breit und 0,1 bis 0,15 Zentimeter dick. Zur Spitze hin sind sie zugespitzt. Die Basis ist keilförmig. Die Blattoberseite ist glänzend. Auf den Blättern befinden sich deutliche bräunliche, tanninhaltige Längsstreifen. Der Blattrand ist mit kegelförmige Wimpern von bis zu 0,3 Millimeter Länge und einigen zusätzlichen Haaren besetzt, die 0,1 bis 0,5 Millimeter lang sind.

### Generative Merkmale
Der Blütenstand weist eine Länge von 4 bis 15 Zentimeter und eine Breite von 4 bis 9 Zentimeter auf. Der Blütenstandsstiel ist 4 bis 40 Zentimeter lang. Die acht- bis zwölfzähligen Blüten stehen an einem 1 bis 9 Millimeter langen, schwach flaumhaarigen Blütenstiel. Ihre Kelchblätter sind schwach flaumhaarig. Die gelben, rötlich linierten, lanzettlichen, zugespitzten Kronblätter sind 7 bis 9 Millimeter lang und 2 bis 2,5 Millimeter breit. Die Staubfäden sind kahl.

### Chromosomenzahl
Die Chromosomenzahl beträgt 2n = 36.

## Systematik und Verbreitung
Aeonium smithii ist auf Teneriffa in Höhen von 150 bis 2150 Metern verbreitet.
Die Erstbeschreibung als Sempervivum smithii durch John Sims wurde 1818 veröffentlicht. Philip Barker Webb und Sabin Berthelot stellten die Art 1840 in die Gattung Aeonium.

## Nachweise